# 2012 BX34
2012 BX34是由卡特林那巡天系统在2012年1月25日首先发现的阿登型小行星。
2012年1月27日协调世界时15:25，它在距离地球表面65,390千米（40,630英里，0.0004371天文单位）的位置近距离擦过地球。 2012 BX34的直径约为8米，即使它撞击地球，也会因为直径太小而在地球大气中被燃烧掉。 在2012年的这次掠地事件中，它的视星等最亮时达13.9等，和矮行星冥王星的视星等相当。2012年2月25日，它的视星等降至30等。 